# Tanishq Mathew Abraham
Tanishq Abraham (Sacramento, California, Estados Unidos, 10 de junho de 2003) é um garoto americano prodígio com ascendência Indiana.
Tanishq Mathew Abraham nasceu em 2003 na Califórnia (EUA) e é considerado um verdadeiro gênio da Física. Por ser superdotado, aos 4 anos de idade foi convidado a participar da America Mensa - uma sociedade para pessoas com alto quociente de inteligência.  Quando tinha 7 anos, começou o curso de Astronomia na American River College.  Além de ser o estudante mais jovem da instituição, também era o melhor aluno da turma. Já publicou ensaios no site de Ciência Lunar da Nasa.